# Ekkehardt Gahntz
Ekkehardt Gahntz (* 1. September 1945 in Theresienhof, Pommern; † 16. Juni 2025 in Mainz) war ein deutscher Journalist, Redakteur, Moderator und Nachrichtensprecher.

## Leben
Gahntz wurde in Pommern geboren und wuchs bei seiner alleinerziehenden Mutter in Schleswig-Holstein auf. Nach seinem Abitur absolvierte er ein Studium der Politikwissenschaften, Geschichte und Publizistikwissenschaften an der Johannes Gutenberg-Universität Mainz.
Ab 1971 war er als Redakteur für den Sender ZDF (Zweites Deutsches Fernsehen) tätig. Ab 1975 moderierte er die Heute-Nachrichten, ab 1986 war er einer der Moderatoren des Heute-journals. Gahntz gilt als einer der Entwickler der bis heute bestehenden Sendung ZDF-Mittagsmagazin, das er auch kurzzeitig von 1989 bis 1990 moderierte. Von Januar 1991 bis Dezember 2000 war er der Leiter der ZDF-Hauptredaktion und damit der sogenannte Chef vom Dienst. Von 2001 bis 2003 leitete er die ZDF-Hauptredaktion für Wirtschaft, Soziales und Umwelt. Im Jahr 2010 verabschiedete sich Gahntz in den Ruhestand.
Ekkehardt Gahntz starb am 16. Juni 2025 im Alter von 79 Jahren in Mainz.